# 联合同盟党
联合同盟党（基里巴斯语：Karikirakean Te I-Kiribati）是基里巴斯的一个已不存在的政党。
2010年8月，前总统塞布罗罗·斯托领导的和平议事厅党与基里巴斯独立党合并为联合同盟党。
2016年1月，联合同盟党与你好基里巴斯党合并为关爱基里巴斯党。